# Ninjak vs The Valiant Universe
Ниндзяк против вселенной Valiant (англ. Ninjak vs The Valiant Universe) — американский супергеройский фильм режиссёра Аарона Шонке, основанный на вселенной комиксов издательства Valiant Comics; самая первая экранизация этой комикс-вселенной. Изначально создавался как мини-сериал из шести эпизодов в апреле 2018 года, но в рамках рекламной кампании сольного фильма о Бладшоте все эпизоды были смонтированы в единый фильм и выложены на официальном YouTube-канале «Bat In The Sun» 20 марта 2020 года.

## Сюжет
Агент MI6 Колин Кинг, он же супергерой Ниндзяк, готовится к очередному заданию, но внезапно подвергается атаке своей бывшей возлюбленной, суперзлодейки Року. Она объявляет ему, что похитила бывшую жену и дочь начальника и наставника Колина, Невилла Олкотта, и взамен требует от Колина добыть ей некий предмет из секретного хранилища MI6. Чтобы убедиться, что он всё выполнит в точности и никого не позовёт на помощь, она вводит в его вены наниты, с помощью которых может следить за всеми его действиями из его же глаз. Колину ничего не остаётся, как повиноваться. Вскоре он в ужасе обнаруживает, что Року послала его за колдовской книгой, заклинаниями которой можно уничтожить весь мир. Однако спасение семьи Невилла для него остаётся в приоритете, и в штабе ему приходится вступить в схватку не только с рядовыми агентами разведки, но и с коллегой-супергероиней Лайввайр (Аманда МакКи). Еле унеся ноги, Колин продолжает свой путь.
Вскоре к делу подключаются ещё два супергероя вселенной Valiant: Икс-О Воин (Арик из Дакии) и Бладшот (Рэй Гаррисон). Они по очереди вступают в схватку с Колином, но от обоих ему удаётся оторваться (Рэя он замораживает внутривенной инъекцией жидкого азота, а Арику на время выводит из строя броню). Тем временем Аманда отправляется вербовать ещё одного их коллегу-супергероя, Вечного Воина (Гилад Анни-Пада). Гилад не хочет сражаться с Колином, так как слишком хорошо его знает и чувствует стороннее вмешательство, но Аманда настаивает, так как уже убедила себя в предательстве Ниндзяка. В итоге Гилад всё же приходит, но отказывается драться с Колином, вместо этого попытавшись спросить у него о причинах его действий. Колин не может ему ничего объяснить, но внезапно появляется оттаявший Бладшот и стреляет Колину в сердце. Тот срывается с высоты в водопад, после чего Рэй говорит Гиладу: «Звони Джеку».
Вскоре Колин приходит в себя в другом измерении, мире духов и нечисти, где с ним встречается ещё один коллега — Человек-тень (Джек Бонифейс). Он объясняет Ниндзяку, что Рэй обнаружил наниты в образце крови Колина на месте их схватки и смекнул, что за Колином кто-то следит, поэтому специально подстрелил его в грудь, чтобы отправить его душу в мир Джека, где наниты не действуют. Выразив восхищение уму Рэя, Колин честно рассказывает Джеку всё, как есть, так как Джек предупредил его, что пуля у его сердца скоро растворится и вбросит адреналин, и Колин снова оживёт. Джек недоволен решением Колина поддаться на шантаж Року, так как две жизни ради спасения миллионов порой стоят жертвы. Колин отказывается с ним соглашаться и предлагает свой план, после чего просыпается и продолжает свой путь.
Все члены команды Единства приходят в церковь, где Человек-тень рассказывает им всю ситуация, после чего возвращается в потусторонний мир. Все испытывают облегчение от новости, что Ниндзяк не предатель, но понимают, что Року должна быть остановлена. Арик, привыкший ставить на первое место спасение мира, пытается настоять на возвращении книги, но остальные ему напоминают, что в заложниках всё же семья Невилла, которой они не станут жертвовать. Команда решает довериться Ниндзяку и отправляются разрабатывать план спасения.
Тем временем Обадайя Арчер и Армстронг (Арам Анни-Пада, младший брат Гилада) едут на своём джипе на поиски Колина, так как ещё не знают всей ситуации. Невилл, получив от Гилада новости, срочно пытается позвонить Армстронгу, но тот так увлечён, что не видит звонка. Наконец, уже в процессе их схватки с Колином, Невиллу удаётся до них дозвониться и убедить их разыграть проигрыш, чтобы Колин мог уйти с книгой и тем самым сохранил жизнь семьи Невилла. В итоге Ниндзяк вырубает Арчера по-настоящему, но Армстронг удачно имитирует потерю сознания и вскоре сообщает Невиллу.
Наконец Колин прибывает на место и соглашается отдать Року книгу, но только после того, как она отпустить Олкоттов. Року отпускает лишь Сьюзан, а малышку Джиллиан решает забрать с собой на самолёт. С помощью книги она проводит магический ритуал, с помощью которого возвращает себе зрение. Подоспевшие Вечный Воин и Лайввайр берут на себя солдат Року, а Ниндзяк отправляется за ней самой. На самолёте ему удаётся отобрать у неё книгу, но из-за её случайного пулевого попадания в окно самолёт теряет управление. Колин выкидывает Джиллиан из самолёта на парашюте (на земле её вскоре подбирают Арчер и Армстронг), а затем сам выпрыгивает. В воздухе его ловит Икс-О Воин, а Бладшот на своём истребителе взрывает самолёт Року, предположительно уничтожая её. Книга пропадает.
Невилл благодарит Колина за спасение своей семьи, после чего всё Единство и семья Олкоттов отправляются праздновать. Однако в заключительной сцене показывается, что книга всё-таки попала в руки того, на кого работала Року — Мастера Дарка, заклятого врага Джека.

## В ролях
- Майкл Роу — Колин Кинг / Ниндзяк
- Чантел Барри — Анджелина Олкотт / Року
- Джейсон Дэвид Фрэнк — Рэй Гаррисон / Бладшот
- Дерек Телер — Арик из Дакии / Икс-О Воин
- Сиера Фостер — Аманда МакКи / Лайввайр
- Крэйг Роберт Янг — Невилл Олкотт
- Джон Моррисон — Гилад Анни-Пада / Вечный Воин
- Кевин Портер — Арам Анни-Пада / Армстронг
- Алекс Мегли — Обадайя Арчер
- Дэмиан Пуатье — Джек Бонифейс / Человек-тень
- Кейтлин Стэттон — Сьюзан Олкотт
- Карли Ларсон — Джиллиан Олкотт
- Аарон Шонке — Никодемо Дарк / Мастер Дарк

## Производство
Майкл Роу косвенно объявил о проекте в своём твиттере в 2016 году. Для него это не первый проект о супергероях: до этого он играл Дэдшота в сериале Стрела. Вскоре было объявлено, что Роу будет играть Ниндзяка в мини-сериале о персонаже, а ещё позже было объявлено, что в сериале будет фигурировать большинство основных супергероев Valiant. Тогда же был объявлен кастинг Джейсона Дэвида Фрэнка и Джона Моррисона, а позже Дерека Телера, Чантел Барри и Кевина Портера. Первый трейлер был представлен на Нью-Йоркском Комик-коне в 2016. 18 апреля 2018 года стало известно, что сериал начнёт выходить 21 апреля, а все оставшиеся эпизоды будут выходить каждый следующий день.

## Приём
Сериал был очень тепло принят зрителями. По мнению некоторых комментаторов на YouTube, Джейсон Дэвид Фрэнк превзошёл своего преемника Вина Дизеля в роли Бладшота.